# Artothèque de Caen
L'artothèque de Caen est une institution culturelle située à Caen. Elle est membre de l'Association de développement et de recherche sur les artothèques (ADRA).

## Situation
L'artothèque est située dans l'ancien palais ducal de l'abbaye aux Hommes, bâtiment érigé au XIVe siècle, remanié au XIXe siècle et restauré au XXIe siècle.
L'institution se trouve à 290 m, à vol d'oiseau, du quartier Lorge, qui abrite le Fonds régional d'art contemporain de Normandie-Caen.

## Histoire
L'artothèque est fondée en 1986 par la ville de Caen et dirigée depuis son origine et jusqu’en 2018 par Claire Tangy. En 2019, Yvan Poulain lui succède à la direction.
L’artothèque occupe tout d'abord des locaux au sein du théâtre de Caen (actuel café Côté Cour). L'institution ne dispose pas de locaux fixes. Elle occupe un temps l’ancien appartement de fonction du directeur du théâtre, dans la salle de l’Échiquier au château de Caen. En 1994, l'artothèque emménage au premier étage de l'hôtel d'Escoville, situé place Saint-Pierre.
En 2002, un relais de l'artothèque de Caen est créé au sein de l'espace culturel des Dominicaines à Pont-l'Évêque.
En 2013, l'artothèque déménage dans l'ancien palais ducal de l'abbaye aux Hommes, restauré pour cet usage. L'artothèque utilise une superficie de 650 m2.

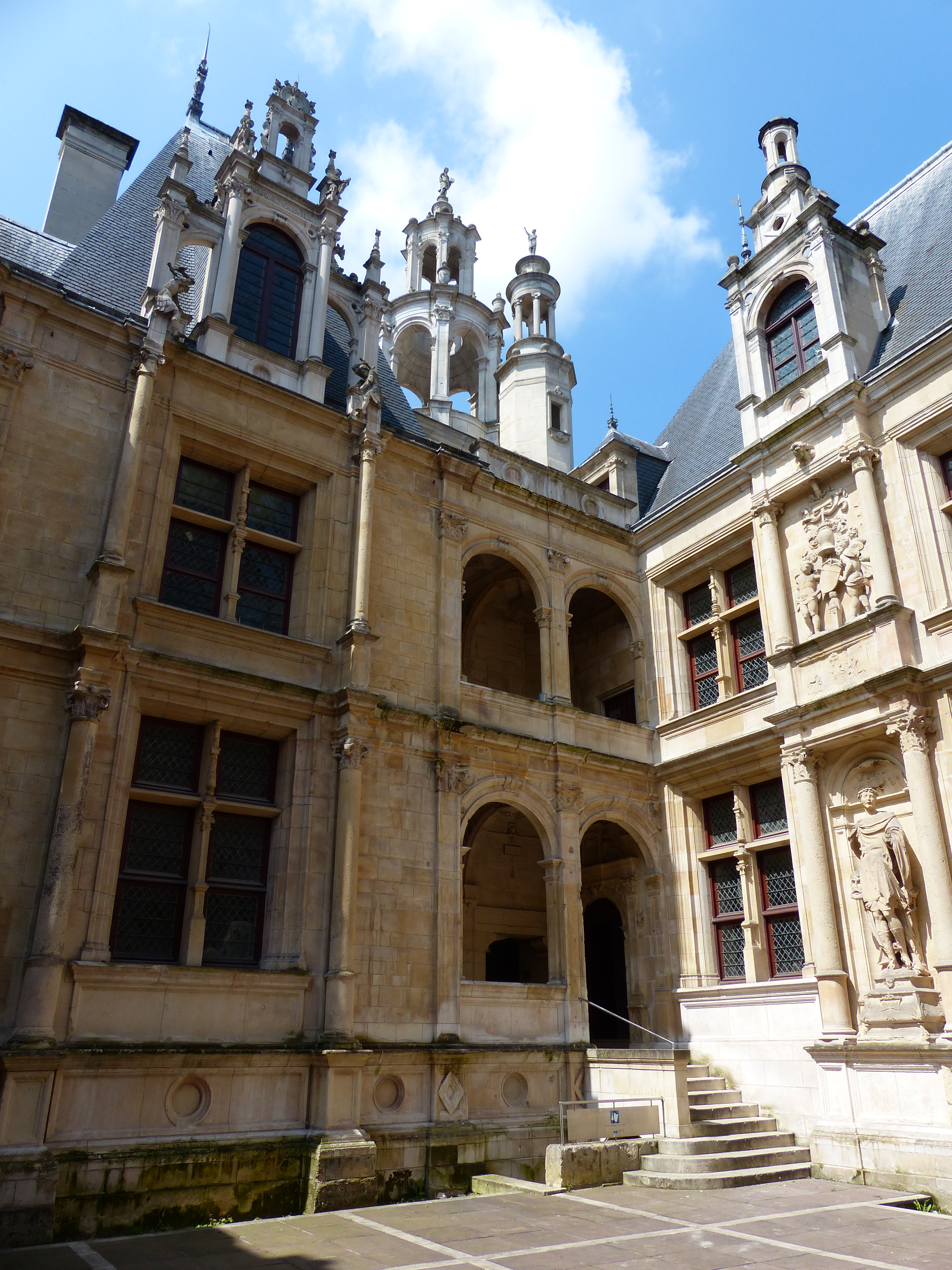
De 1994 à 2013, l'artothèque occupe le premier étage de l'hôtel d'Escoville

## Collection
La collection est composée de plus de 2 400 œuvres des années 1960 à nos jours.
L'artothèque poursuit également une activité d'édition.
L'artothèque propose des résidences d'artiste pour les très jeunes artistes, sortis récemment d’une école d’art.
En 2017, une étude du service de l’inspection de la création artistique souligne la qualité du travail de l'artothèque de Caen, « emblématique par la qualité de son activité et qui bénéficie d'un budget de fonctionnement exceptionnel de 355 000 €. »

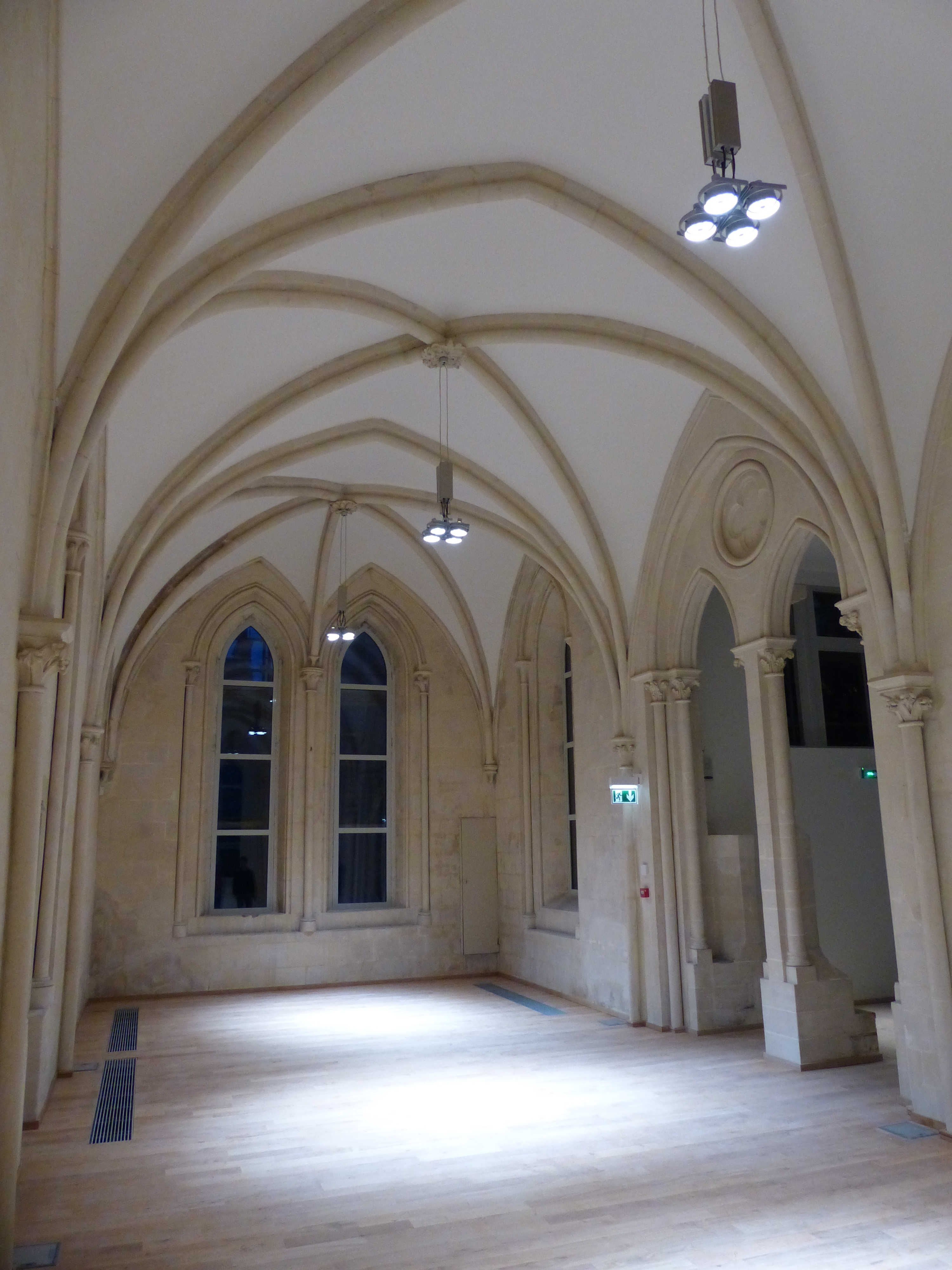
Hall d'entrée (ancienne chapelle), en 2013
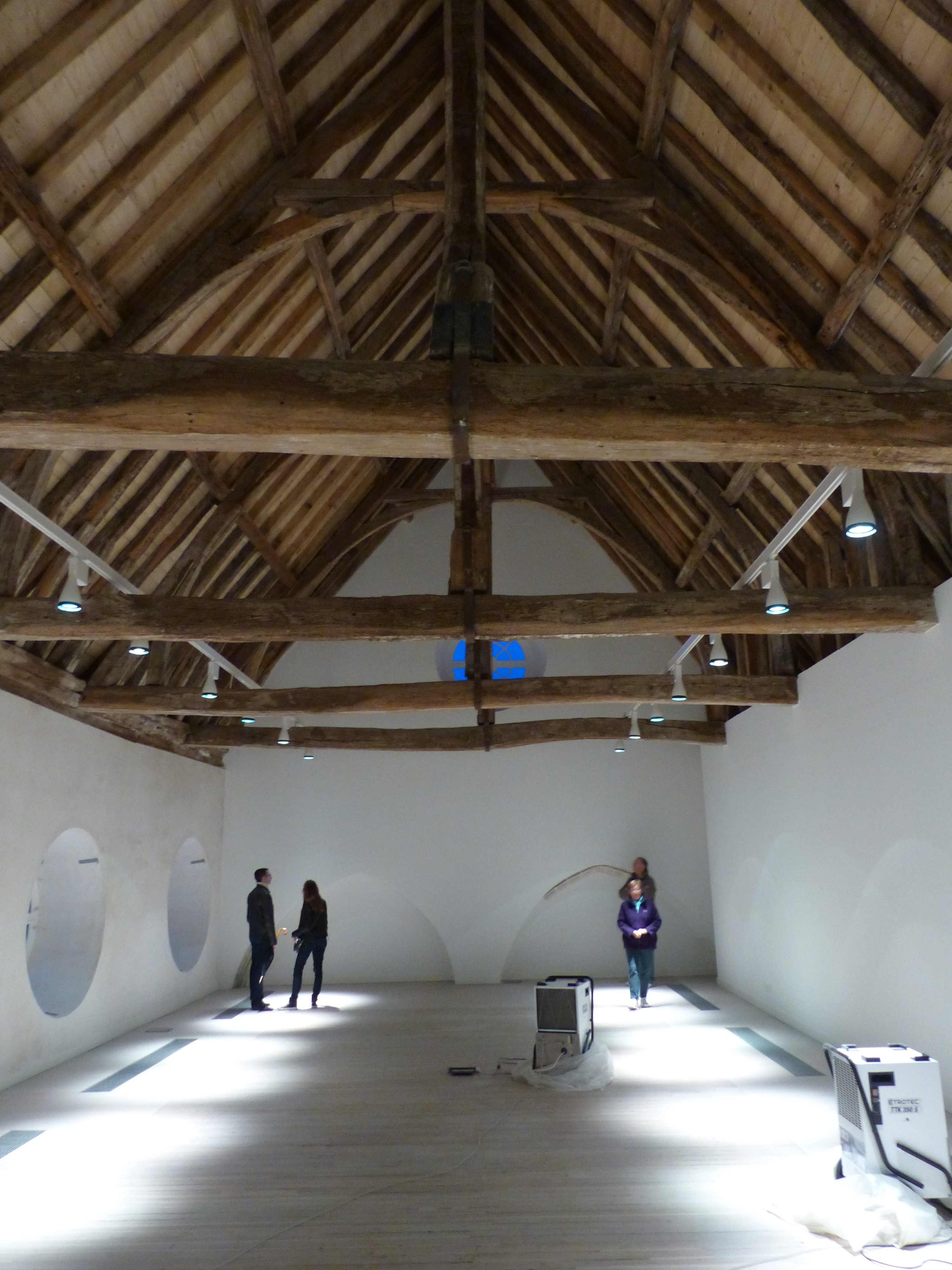
La grande salle d'exposition, en 2013
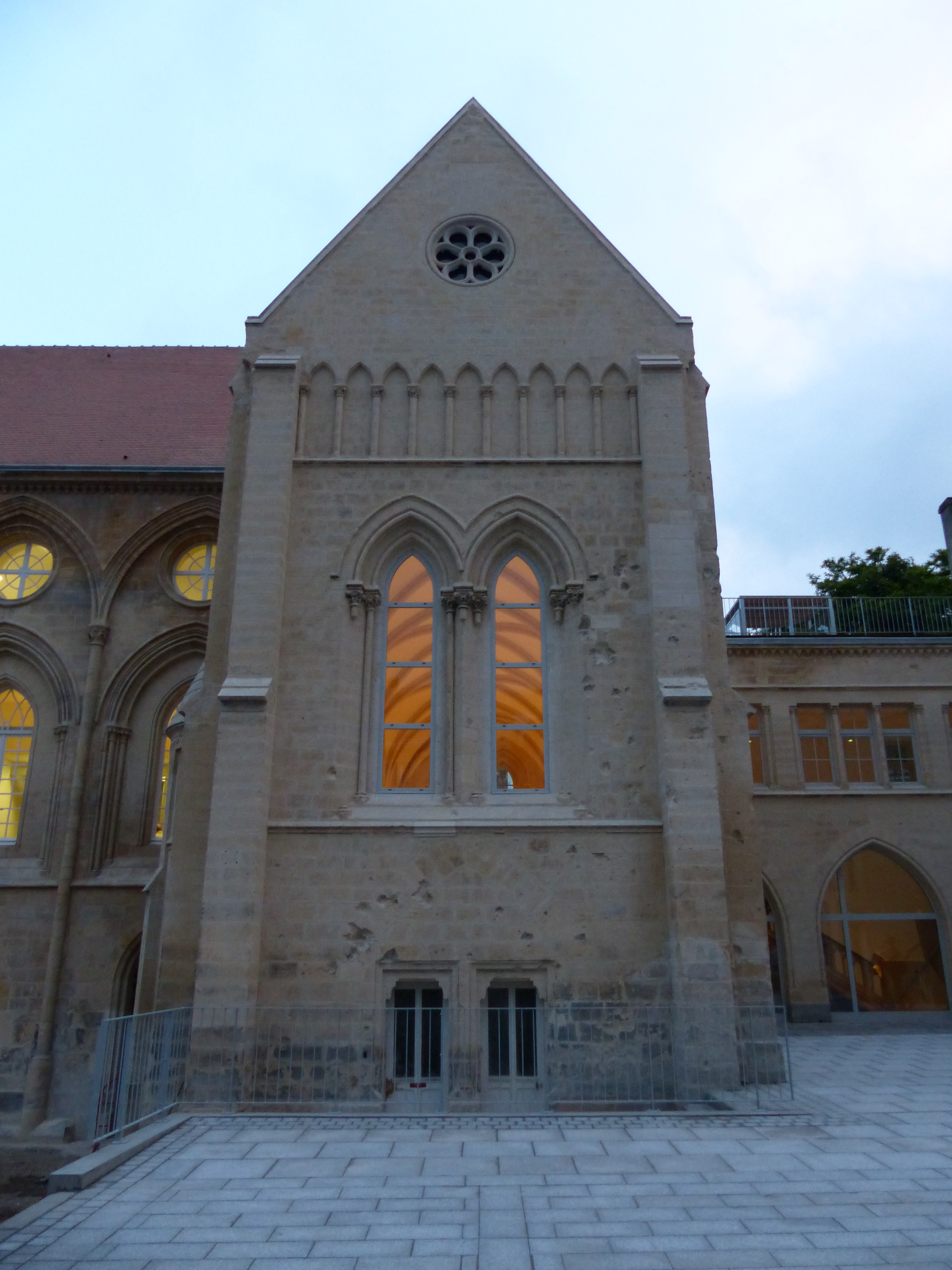
Ancienne chapelle en 2013
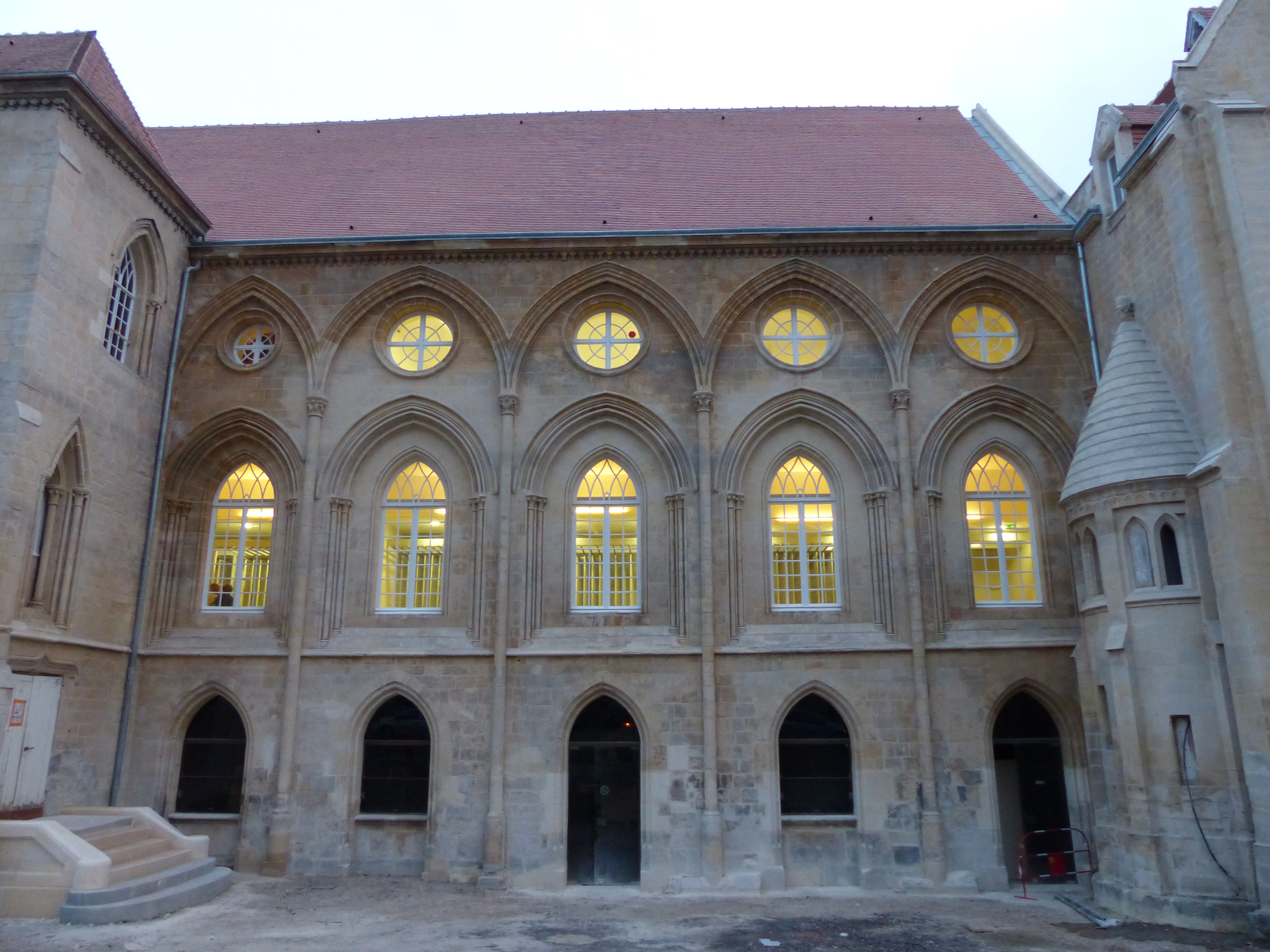
Le grand corps de logis, en 2013
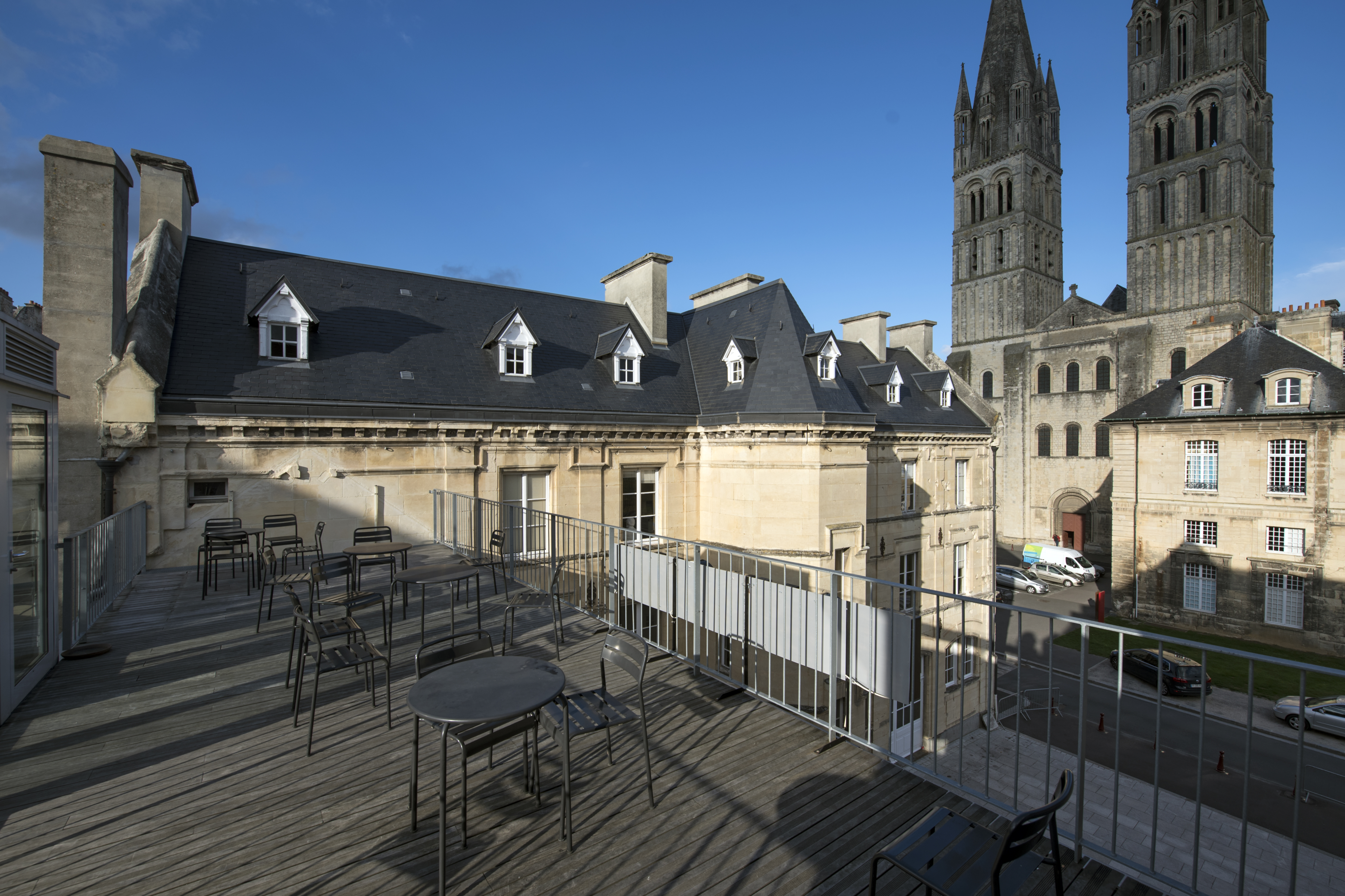
La terrasse de l'artothèque, en 2017